# Los viejos vinagres
Los Viejos Vinagres é uma das mais famosas canções da banda de rock argentina Sumo. Está presente no segundo álbum da banda, Llegando los Monos, de 1986.
Luca Prodan, o compositor da música, se inspirou em um famoso verso do poeta Rubén Darío quando da composição desta canção.

## Créditos
- Luca Prodan: Vocais
- Ricardo Mollo: Back-Vocal, guitarra
- Diego Arnedo: Baixo
- German Daffunchio: Guitarra
- Roberto Pettinato: Saxofone
- Alejandro Sokol: Back-Vocal
- Alberto "Superman" Troglio: Baterias

## Prêmios e Honrarias
- Em 2002, a revista Rolling Stone Argentina, juntamente com o canal a cabo MTV, rankearam esta canção na 22ª posição dos 100 maiores hits do rock argentino pela Rolling Stone e MTV[3][4]